# Callidrepana gelidata
Callidrepana gelidata là một loài bướm đêm thuộc họ Drepanidae. Nó được tìm thấy ở Borneo, bán đảo Mã Lai, Singapore, Sumatra, Java, Myanma và Ấn Độ.